# Luis Lucio Lobato
Luis Lucio Lobato (Toledo, abril de 1920 - Madrid, 2 d'octubre de 2001) fou un dirigent comunista espanyol. Ingressà en el PCE el 1937, i formà part del seu comitè central i del comitè executiu. El 1942 fou arrestat per primer cop i inclòs en el sumari 113.711 amb Jesús Bayón o Juan Fuente, i el juliol de 1944 condemnat a 25 anys de presó. Fou empresonat el 1953 a Santander, i després passà per les presons d'Alcalá de Henares, Ocaña i Burgos; va estar empresonat gairebé 24 anys a la presó de Segòvia, però no va participar en la fuga massiva de 1976.
Alliberat després de l'amnistia de 1977 amb el seu company Simón Sánchez Montero, a les eleccions generals espanyoles de 1977 fou candidat del PCE per la província de Toledo.